# أفروفينيتور
الأفروفينيتور (بالإنجليزية: Afrovenator)‏ هو ديناصور لاحم عاش في وسط العصر الجوراسي, وهو بني اللون وقد كان قناصا نشطًا من الدرجة الأولى، حيث أنه كان يمتلك ساقين خلفيتين قويتين وذراعين كبيرين تساعدانه على الإمساك بفريسته وحملها حيثما يريد، وُجد هيكله العظمي في أفريقيا.

## الوصف
اعتمادا علي الهيكل العظمي لهذا الديناصور بلغ طوله 27 قدم(8 امتار) وارتفاعه حوالي 8 أقدام (2.5 متر)، وبلغ وزنه 1000 باوند (450 كيلو)، وأكد ان يديه الأمامية وساقيه طويلة نسبيا حيث يبلغ طول العضد أربعين سنتيمترا وقياس مشط الساق الرابع 687 و321 ملم على التوالي، بالمقارنة مع طول الفخذ من ستة وسبعين سنتمترا.

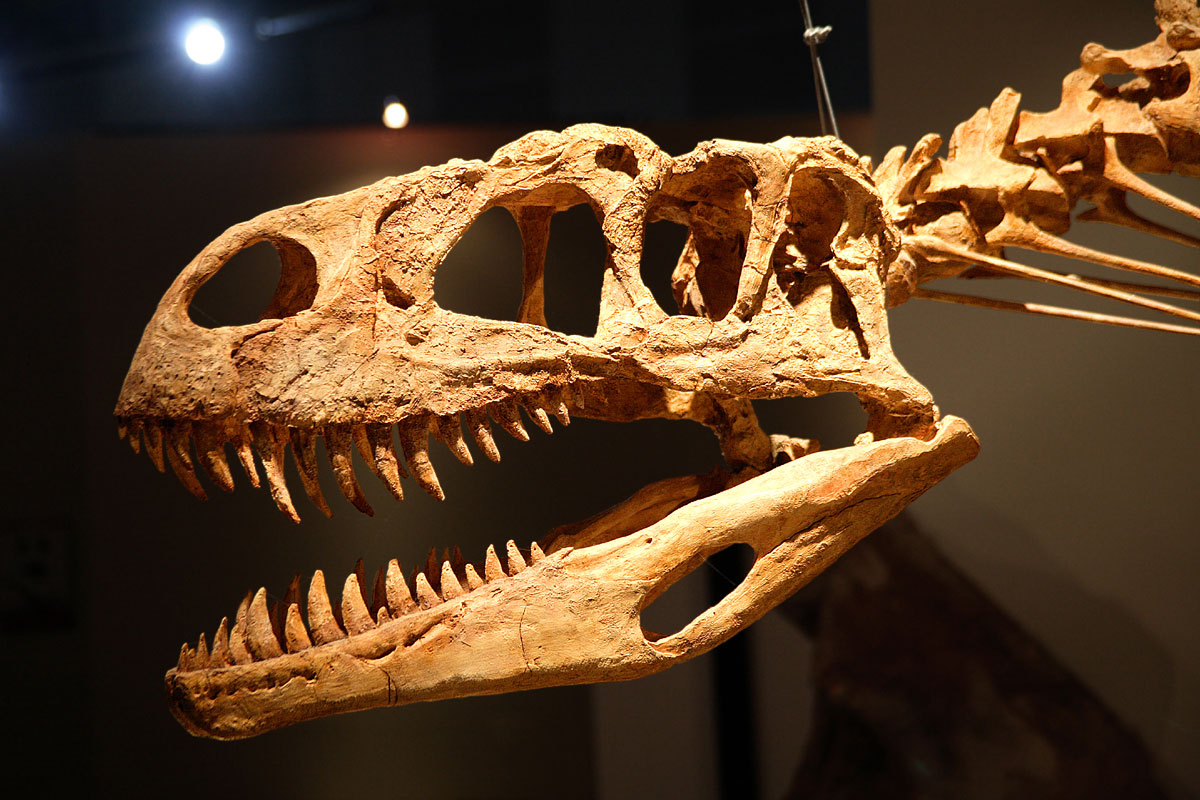
جمجمة الأفروفينيتور

الصفات التي تميز الأفروفينيتور من أقرب أقرباءه، له واجهة أمامية في شكل فص. فقرة الرقبة الثالثة للعمود الفقري مستطيلة منخفضة. عظم الرسغ على شكل هلال مسطح جدا. أول المشط لديه سطح اتصال التوسع على نطاق واسع مع المشط الثاني. يتم تحريك القدم عن طريق عظم العانة من الخلف.